# Cliff Jones
Clifford William Jones (Swansea, Glamorganshire, Gales; 7 de febrero de 1935) es un exfutbolista galés. Jugaba en la posición de extremo y fue internacional absoluto en 59 partidos por la selección de Gales. Destacado jugador del Tottenham Hospur en la década de los 60, club donde fue parte del doblete  de la temporada 1960-61.

## Trayectoria

### Inicios
Nació en Swansea, de una familia con tradición de futbolistas, tanto su padre Ivor, sus tíos Shoni, Emlyn, Bryn y Bert, su hermano Bryn y su primo Ken fueron futbolistas.
Fichó por el Swansea Town en 1952 a los 17 años. Debutó en octubre de 1952 ante el Bury. Anotó su primer gol para el club galés al Leeds United dos fechas después. Jugó 193 encuentros y anotó 54 goles para el Swansea en total.

### Tottenham Hotspur

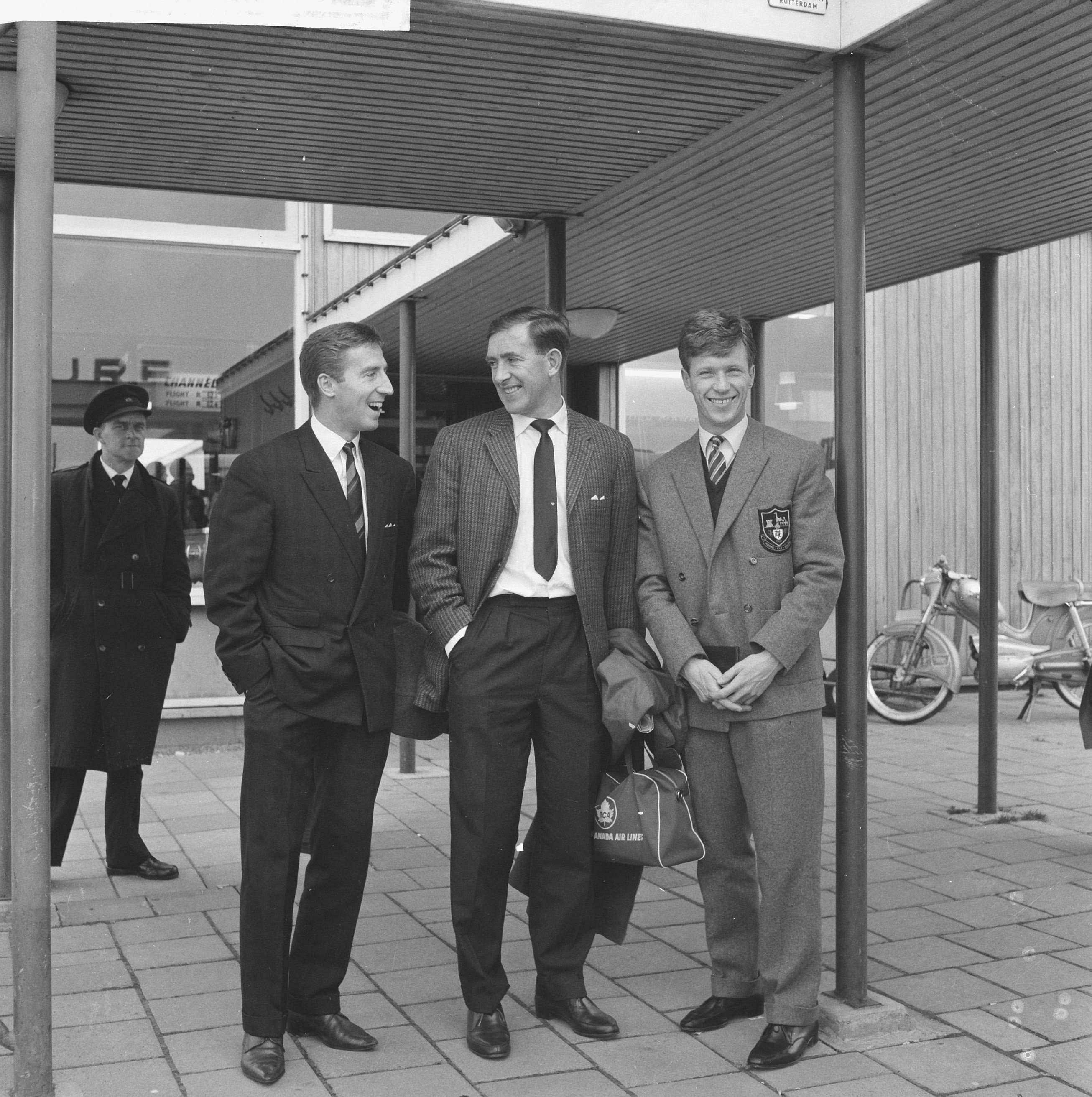
Cliff Jones con Danny Blanchflower y John White en Róterdam, 1961

En febrero de 1958 fichó por el Tottenham Hotspur por una cifra récord en ese entonces de £35,000. Debutó el 22 de febrero de 1958, ante el Arsenal en Highbury. Se afianzó en el equipo titular en la temporada 1959-60, donde fue el goleador del equipo con 25 goles.
Jones fue pieza clave en el doblete de los Hotspur en la temporada 1960-61 con 19 goles. Los años siguientes fue parte de la obtención de la FA Cup 1962 y la Recopa de Europa 1962-63, en ambos jugó las finales; no disputó la final de la obtención de la FA Cup 1967 aunque estuvo en el banquillo. En 1962 la Juventus ofreció una cifra récord para ese entonces de £125,000 por el jugador, aunque no se llevó a cabo. Su último encuentro con el Tottenham fue el 9 de octubre de 1968 frente al Manchester United, donde además anotó su último gol para el club. Es uno de los máximos goleadores en la historia del club con 159 goles en 378 partidos (135 en 318 partidos de la liga).
Dejó el Tottenham en 1968 y fichó por el Fulham, donde jugó durante dos temporadas. Su último club fue el King's Lynn Football Club; se retiró en 1971.
En 2016 escribió su autobiografía "It's A Wonderful Life".

## Selección nacional
Jones debutó con la selección de Gales en mayo de 1954 ante Austria. En su segundo encuentro para Gales el 22 de octubre de 1955, anotó el gol de la victoria por 2-1 sobre Inglaterra en el Ninian Park.
Jugó las Clasificación para la Copa Mundial de Fútbol de 1958 de la UEFA y clasificó con su seleccionado al primer mundial en la historia del país. Jugó los cinco encuentros de Gales en la cita mundial, donde alcanzaron los cuartos de final quedando fuera ante Brasil con gol de Pelé. Jugó su último encuentro por Gales en octubre de 1968 ante Italia. En total anotó 16 goles en 59 encuentros con su selección.

### Participaciones en Mundiales
| Copa                   | Sede   | Resultado        |
| ---------------------- | ------ | ---------------- |
| Copa Mundial de Fútbol | Suecia | Cuartos de final |

## Clubes
| Club             | País       | Año       |
| ---------------- | ---------- | --------- |
| Swansea Town     | Gales      | 1952-1958 |
| Tottenham Hospur | Inglaterra | 1958-1968 |
| Fulham           | Inglaterra | 1968-1970 |
| King's Lynn      | Inglaterra | 1970-1971 |

## Palmarés

### Títulos nacionales
| Título                         | Club             | País       | Año               |
| ------------------------------ | ---------------- | ---------- | ----------------- |
| Football League First Division | Tottenham Hospur | Inglaterra | 1960-61           |
| FA Cup                         | Tottenham Hospur | Inglaterra | 1960-61           |
| FA Cup                         | Tottenham Hospur | Inglaterra | 1961-62           |
| FA Cup                         | Tottenham Hospur | Inglaterra | 1966-67           |
| Charity Shield                 | Tottenham Hospur | Inglaterra | 1961              |
| Charity Shield                 | Tottenham Hospur | Inglaterra | 1962              |
| Charity Shield                 | Tottenham Hospur | Inglaterra | 1967 (compartido) |

### Títulos internacionales
| Título                      | Club             | País         | Año     |
| --------------------------- | ---------------- | ------------ | ------- |
| Recopa de Europa de la UEFA | Tottenham Hospur | Países Bajos | 1962-63 |

### Distinciones individuales
| Distinción                                        | Año  |
| ------------------------------------------------- | ---- |
| Incluido en el Salón de la Fama del fútbol inglés | 2013 |
| Título honorario de la Universidad de Gales       | 2014 |